# Franc Dragan
Franc Dragan, slovenski partizan, častnik, kmet in prvoborec, * 11. julij 1909, Mladje, † 20. junij 1980.
Leta 1941 je vstopil v NOB, kjer je opravljal različne vojaške in partijske dolžnosti. Kot odposlanec se je udeležil Zbora odposlancev slovenskega naroda v Kočevju.

## Napredovanja
- rezervni kapetan JLA (?)